# Takashima (Saga)
Takashima (jap. 高島, dt. „hohe Insel“) ist eine bewohnte Insel der japanischen Gemeinde Karatsu. Bekannt ist sie in Japan für den Hōtō-Schrein, der beim Lottospiel Glück bringen soll.

## Geographie
Takashima liegt in der Karatsu-Bucht des Japanischen Meers vor der japanischen Hauptinsel Kyūshū, etwas mehr als 2 km nördlich der Mündung des Matsuura-gawa in die Bucht bzw. 1,3 km östlich der Halbinsel Ōshima. Takashima ist, einschließlich der Hafenanlagen, etwa 1 km lang und 900 m lang breit bei einer Fläche von 0,62 km².
Die Insel ragt steil bis auf 169,9 m auf, wobei der Gipfel abgeflacht ist und am Südfuß eine 250 m breite Küstenebene liegt. Die Vegetation ist geprägt von dem immergrünen Buchengewächs Lithocarpus edulis.

## Bevölkerung und Infrastruktur
Zum 1. April 2010 lebten auf der Insel 346 Einwohner, davon 35 % mit 65 Jahren oder älter, in 130 Haushalten. Die meisten Einwohner haben dabei den Familiennamen Nozaki zurückgehend auf den Samurai Nozaki Tsunayoshi. Die Besiedlung konzentriert sich dabei auf den südlichen Küstenbereich. Dieser ist daher über eine ausgedehnte Hafenanlage mit Wellenbrechern vor Sturmfluten abgesichert.
Der Hafen dient dabei als Ausgangspunkt der Fischerboote als auch Start- und Zielort der Fähre New Takashima (ニューたかしま), die die einzige Verbindung zum Festland ist. Diese verkehrt sechsmal am Tag und benötigt 10 Minuten. Jedes Jahr bringt diese 200.000 Menschen auf die Insel, dabei hauptsächlich Touristen zum Hōtō-Schrein.
Die Insel besitzt als Bildungseinrichtung eine Grundschule mit 5 Schülern (Stand: 2016). Die Mittelschule wurde 2004 geschlossen.

## Shioya- und Hōtō-Schrein
1574 kam der Samurai Nozaki Tsunayoshi (野崎綱吉; 1554–1586) mit einer kleinen Gruppe Getreuer auf Takashima an, das zu dieser Zeit von Piraten heimgesucht wurde und deren Gefahr er bannte. 1581 gründete er am Bergfuß den Shioya-Schrein (塩屋神社, -jinja, wörtlich: „Salzhaus-Schrein“; 33° 28′ 33,3″ N, 129° 59′ 16,4″ O) in dem seine Vorfahren Fujiwara no Kamatari, Fujiwara no Fuhito und Fujiwara no Uona als schützende Ahngötter (ujigami), sowie den Berggott Ōyamatsumi als lokalen Schutzgott (ubusunagami) verehrt werden. Später kam der Gott des Windes und Meeres Susanoo hinzu, als auch gegen 1910 Sugawara no Michizane als Gott Tenjin.
Nachdem Nozaki Tsunayoshi 1586 starb, errichtetem ihm zu Ehren und zur Aufbewahrung seiner Überreste die Einwohner einen kleinen Schrein (hokora). 1786 entstand daraus der Tsunayoshi-Schrein (綱吉神社), als Zweig des Shioya-Schreins. 1901 erhielt dieser mit den Gewinnen aus der Salzherstellung ein steinernes Torii mit der Inschrift hōtō jinja (寶當神社), wobei hōtō sinngemäß „dieser Ort [ist unser] Schatz“ bzw. „Schatz dieser Insel“ bedeutet. Der Schrein erhielt dann selbst den Namen Hōtō-Schrein (宝当神社, -jinja; 33° 28′ 26″ N, 129° 59′ 17,1″ O) mit einer vereinfachten Variante (Shinjitai) der Schriftzeichen.
1990 erschien ein Zeitungsbericht über den Hōtō-Schrein aufgrund dessen glücksverheißenden Namens, da hōtō als „einen Schatz gewinnen“ verstanden werden kann. Der Schrein führte dann 1992 den „Schatzbeutel“ (宝当袋, hōtōbukuro) ein, in dem man sein Lottolos aufbewahrt um das Gewinnglück zu erhöhen. 2002 erlangte der Schrein landesweite Bekanntheit, nachdem über mehrere Fälle von hohen Lottogewinnen seit 1993 berichtet wurde. Dies führte dazu, dass die Anzahl der Touristen von 160.000 im Vorjahr auf 270.000 im selben Jahr stieg. Zwar ging dies in den Folgejahren zurück, aber heute noch wird die Insel von etwa 200.000 Personen besucht, hauptsächlich wegen des „Schatzbeutels“ des Hōtō-Schrein um das Lottoglück zu erhöhen.
Daneben gehört zum Shioya-Schrein noch ein kleiner Inari geweihter Schrein mit den charakteristisch roten Torii.